# Káto Theodoráki
Káto Theodoráki är en ort i Grekland.   Den ligger i prefekturen Nomós Kilkís och regionen Mellersta Makedonien, i den norra delen av landet, 400 km norr om huvudstaden Aten. Káto Theodoráki ligger 419 meter över havet och antalet invånare är 285.
Terrängen runt Káto Theodoráki är huvudsakligen kuperad, men åt sydväst är den platt. Runt Káto Theodoráki är det glesbefolkat, med 10 invånare per kvadratkilometer. Närmaste större samhälle är Kerkíni, 10,5 km nordost om Káto Theodoráki. Trakten runt Káto Theodoráki består till största delen av jordbruksmark.